# Al-Insān
Al-Insān, arabisch الإنسان al-insān ‚Der Mensch‘, ist die 76. Sure des Korans, sie enthält 31 Verse. Ein weiterer Name der Sure lautet الدهر / ad-Dahr / ‚Die Zeit‘. Beide Begriffe erscheinen im ersten Vers. Hinsichtlich der Datierung bestehen Meinungsverschiedenheiten. Die Kairiner Koranausgabe hält die Sure für medinisch. Der französische Orientalist Régis Blachère plädiert hingegen für die erste mekkanische Periode (610–615), während Nöldeke und Schwally sich für die zweite mekkanische Periode (615–620) aussprechen.
Thematisch zerfällt diese Sure in zwei Teile. Der erste Teil, Verse 1–22, beschreibt die Erschaffung des Menschen aus einem Tropfen sowie die jenseitige Belohnung der Rechtschaffenen, die sich durch Speisung von Bedürftigen, Waisen und Gefangenen auszeichnen, im Paradies. Der zweite Teil ab Vers 23 erwähnt die Hinabsendung des Korans, die prophetische Sendung Mohammeds und die Haltung der Menschen ihr gegenüber. Vers 29 wird in Sure 73:19 wörtlich wiederholt: „Dies ist eine Erinnerung. Wer nun will, schlägt einen Weg zu seinem Herrn ein.“